# Luce Dupuis
Pour les articles homonymes, voir Dupuis (homonymie) et Leroux.
Luce Leroux, née le 25 septembre 1940 à Sainte-Marthe, est une sculptrice, enseignante et femme politique québécoise. Sous le nom Luce Dupuis, elle est élue députée de Verchères à l'Assemblée nationale du Québec sous la bannière du Parti québécois des élections générales de 1985 aux élections générales de 1994, durant lesquelles elle ne se représente pas. Ayant repris son nom de naissance en 1994, elle poursuit par la suite une carrière de conseillère culturelle pour diverses agences gouvernementales et fait un bref retour en politique en 2003 aux élections municipales à Mont-Saint-Hilaire, où elle finit troisième. Elle continue néanmoins sa carrière de sculptrice et est encore active.

## Biographie

### Jeunesse et carrière avant la politique
Luce Leroux naît le 25 septembre 1940 de l'agriculteur et contremaître Elzéar Leroux et de l'institutrice Joséphine Séguin. Elle étudie à l'École normale Esther-Blondin de Rigaud et y obtient son brevet d'enseignement en 1957. Elle complète un baccalauréat en arts plastiques à l'Université du Québec à Montréal en 1972, puis une maîtrise en création artistique à l'Université Concordia en 1979. Sa thèse de maîtrise s'intitule En Sculpture: De la représentation du mouvement à Une participation active du spectateur. En 1988, Leroux complète sa scolarité de maîtrise en fondements de l'éducation à l'Université de Montréal. 
Elle commence comme enseignante au primaire et au secondaire et après une carrière de huit ans devient professeure à l'Université du Québec à Trois-Rivières en 1977. De 1977 à 1987, elle enseignante à l'UQAM. 
Elle est aussi sculptrice, et effectue plusieurs expositions en Amérique du Nord et en Europe,,. Son médium principal est l'acier et le plexiglas. De 1972 à 1989, elle est membre de l'Association des sculpteurs du Québec,. Elle est aussi membre de la Sculptors Society of Canada (en),. En 1972, elle organise deux expositions individuelles, ainsi que deux autres en 1973 et 1974 respectivement. Du 13 mai au 20 juin 1976, elle expose treize sculptures au Musée d'art contemporain de Montréal. Elle est membre de plusieurs jurys lors de concours artistiques entre 1980 et 1989. De 1987 à 1989, elle est membre-fondatrice du Centre d'exposition « Expression » de Saint-Hyacinthe,. Depuis 1988, elle est membre du Conseil montérégien de la culture et des communications.

### Carrière politique
De 1988 à 1989, elle est présidente du Parti québécois dans la circonscription de Verchères. Luce Leroux est élue sous le nom Luce Dupuis sous la bannière du Parti québécois lors des élections de 1989 dans Verchères. Elle devient la première et seule femme de sa région à être élue à l'Assemblée, succédant à Jean-Pierre Charbonneau, qui annonçait sa retraite politique. Elle obtient près de la moitié des voix, avec une avance de 699 sur son adversaire libéral Jean-Pierre Beauchesne,. Elle attribue sa victoire à l'avant-gardisme de sa circonscription. En décembre 1993, elle est accusée de fraude et d'abus de confiance envers l'Assemblée, mais est acquittée en juillet 1994. Des employés de son bureau électoral ont porté plaintes contre elle, l'accusant de falsifier ses dépenses, tandis que Dupuis accuse Jean-Pierre Charbonneau de tenter de salir sa réputation. Le 16 août 1994, elle est défaite face à Charbonneau, de retour en politique, lors de la convention du Parti québécois dans Borduas, nouvelle circonscription créée en 1992 de Verchères et qui comprend maintenant sa ville de résidence, Mont-Saint-Hilaire,,. Ainsi, elle décide de ne pas se représenter aux élections provinciales en septembre 1994, et c'est Jean-Pierre Charbonneau qui remporte le siège dans Borduas,. Durant son mandat, elle n'accède à aucun poste ministériel.
De 1995 à 1998, Dupuis est conseillère culturelle à la SODEC. Durant la même période, elle est conférencière et conseillère en relations gouvernementales pour Les communicateurs régionaux. 
En 2003, l'ancienne députée, ayant repris son nom de naissance de Leroux, se lance dans la politique municipale de la ville de Mont-Saint-Hilaire. En février 2003, la résidente de Mont-Saint-Hilaire depuis 29 ans annonce son intention de se présenter dans la course à la mairie, avec l'appui de l'ancien maire Honorius Charbonneau. En septembre, elle commence sa campagne. Son début de campagne est particulièrement controversé, car elle pose des affiches électorales non conformément aux règles municipales et se défend du fait qu'elle n'a pas à respecter celles-ci, car elle suit les règles provinciales. Elle fait face au maire sortant Paul Sofio, très impopulaire pour son manque d'intervention dans les affaires municipales, et Michel Gilbert, principal critique de Sofio. Contrairement à ses deux adversaires, Leroux boycotte le journal municipal durant sa campagne, et présente des candidats au conseil dans tous les arrondissements, sauf pour De la Montagne. Le jour des élections, elle finit troisième à la mairie, et aucun de ses candidats ne sont élus conseillers. Elle attribue sa défaite au commentaire que Michel Gilbert a dit, que « chaque vote pour Leroux était un vote pour Sofio », mais n'est pas amère de sa défaite.
En 2006, elle est présidente de la Commission des aînés de l'Action démocratique du Québec,.

### Après la vie politique et vie personnelle
En septembre 2013, Luce Leroux rejoint le Regroupement des artistes en arts visuels du Québec, dont elle est encore membre,. 
Vers la fin des années 1950, elle marie Claude Dupuis, avec qui elle a un fils en 1964, Gilbert, qui meurt des suites d'une maladie en 2016. Gilbert possédait une bijouterie à Mont-Saint-Hilaire.

## Collections
On retrouve de ses œuvres au Musée national des beaux-arts du Québec et au Musée d'art contemporain de Montréal,.

## Résultats électoraux
| Inscrits                 | Inscrits                 | Inscrits                  | 11 650    |             |  |  |
| Abstentions              | Abstentions              | Abstentions               | 5 199     | 44,63 %     |  |  |
| Votants                  | Votants                  | Votants                   | 6 451     | 55,37 %     |  |  |
|                          |                          |                           |           |             |  |  |
| Bulletins enregistrés    | Bulletins enregistrés    | Bulletins enregistrés     | 6 451     |             |  |  |
| Bulletins blancs ou nuls | Bulletins blancs ou nuls | Bulletins blancs ou nuls  | 128       | 1,98 %      |  |  |
| Suffrages exprimés       | Suffrages exprimés       | Suffrages exprimés        | 6 323     | 98,02 %     |  |  |
|                          |                          |                           |           |             |  |  |
|                          | Candidat                 | Parti                     | Suffrages | Pourcentage |  |  |
|                          | Michel Gilbert           | Action Mont-Saint-Hilaire | 3 615     | 57,17 %     |  |  |
|                          | Paul Sofio               | Parti hilairemontais      | 1 618     | 25,59 %     |  |  |
|                          | Luce Leroux              | Équipe Leroux             | 1 090     | 17,24 %     |  |  |

|                                                                                               | Nom                    | Parti           | Nombre de voix | %      | Maj. |
| --------------------------------------------------------------------------------------------- | ---------------------- | --------------- | -------------- | ------ | ---- |
|                                                                                               | Luce Dupuis            | Parti québécois | 16 651         | 47,8 % | 699  |
|                                                                                               | Jean-Pierre Beauchesne | Libéral         | 15 952         | 45,8 % | -    |
|                                                                                               | Jacques Beauchemin     | Parti citron    | 1 158          | 3,3 %  | -    |
|                                                                                               | Hubert Falardeau       | Indépendant     | 1 100          | 3,2 %  | -    |
| Total                                                                                         | Total                  | Total           | 34 861         | 100 %  |      |
| Le taux de participation lors de l'élection était de 79 % et 1 104 bulletins ont été rejetés. |                        |                 |                |        |      |

## Distinctions
Luce Leroux est récipiendaire du prix Beth Zion Sisterhood en 1972. Elle a aussi reçu le Prix du premier ministre du Québec pour l'excellence dans l'enseignement,. Elle est récipiendaire, en 2005, de la Médaille de l'Assemblée nationale.

### Médiagraphie
: document utilisé comme source pour la rédaction de cet article.
- « Les résultats électoraux depuis 1867, Ungava à Verdun », sur Assemblée nationale du Québec, 19 juin 2009 (consulté le 25 juin 2023).
- Loïc Hamon, « Luce Dupuis l'emporte par 699 voix », L'Œil Régional,‎ 1er octobre 1989, pp. 1, 3, 16, 17, 19 (lire en ligne). .